# Girardelater
Girardelater is een geslacht van kevers uit de familie  
kniptorren (Elateridae).
Het geslacht is voor het eerst wetenschappelijk beschreven in 1999 door Schimmel.

## Soorten
Het geslacht omvat de volgende soorten:
- Girardelater horaki Schimmel, 1999
- Girardelater longicornis Schimmel, 1999
- Girardelater porrectus (Fleutiaux, 1918)
- Girardelater sabahensis Schimmel, 2003
- Girardelater surigaoensis Schimmel, 1999
- Girardelater werneri Schimmel, 1999